# Nuda (hudební skupina)
Nuda byla slovenská hudební skupina původem z Prešova, působící v letech 1997 až 2005.

## Biografie
Skupina vznikla koncem roku 1997, kdy ji založil Kamil Filka společně s Stanislavem Kociovem. Začátkem roku 1998 skupinu doplnili kytaristé Viktor Špak, Stanislav Čorej a baskytarista Branislav Goga a o rok později zároveň vydali svou první debutovou skladbu s videoklipem „Tráva“. Ta se ihned po vydání uchytila v rozhlasových i televizních hitparádách. Úspěchem skladby „Tráva“ vydavatelství nabídlo kapele nahrání prvního debutového alba Nuda!, který vyšlo v roce 1999. Zároveň se právě toto album stalo největším úspěchem kapely, kdy skupina byla považována za třetí nejúspěšnější po skupinách IMT Smile a Peha.[zdroj?]
V létě roku 2001 se kapela pro názorové neshody dočasně rozpadla a zároveň kapelu opustil zakladatel Kamil Filka, který se vydal na sólovou dráhu. Nicméně situace se po čase obrátila, Kamil Filka obnovil Nudu a Viktor Špak odešel do skupiny Ivana Táslera. Koncem roku 2001 skupina vydala skladbu „Neviem, čo mám povedať“, jíž nechyběla hitovost a uchytila se i v rádiích, avšak neobjevila ani na jednom z vydaných alb. Zároveň to byla poslední skladba skupiny v původní sestavě.
Po čtyřleté přestávce v roce 2005 skupina vydala další album Ty si svetlom v tme, na kterém pracovala již nová sestava, na klávesy hrál Martin Husovský, na bicí Vilo Stanek, na basovou kytaru Igor Vladyka, na kytaru Stanislav Čorej, spolu s Kamilem Filkou. Album obsahovalo nejhranější skladby jako „Ako diabol“, „Milión krát“ nebo „Strašne voniaš láskou“. Ke skladbě „Ako diabol“ v létě 2005 vyšel i videoklip, který režíroval Martin Migaš a kameramanem byl Jaroslav Vaľko. Videoklip byl natočen na prešovském sídlišti Sekčov.
Po neshodách se skupina nakonec v roce 2005 rozpadla. Někteří členové se spojili a založili společně skupinu Komajota.

## Diskografie

### Studiová alba
- Nuda! - Polygram / Universal Music, CD (1999)
- Ty si svetlom v tme - Hope Records / Forza Music, CD (2005)